# Plateau van Margraten

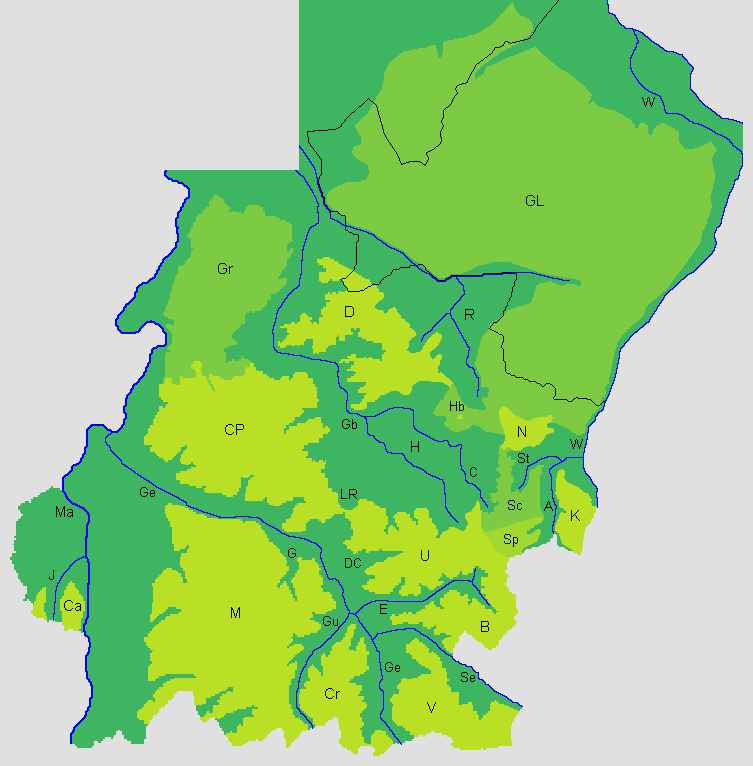
M. Plateau van Margraten

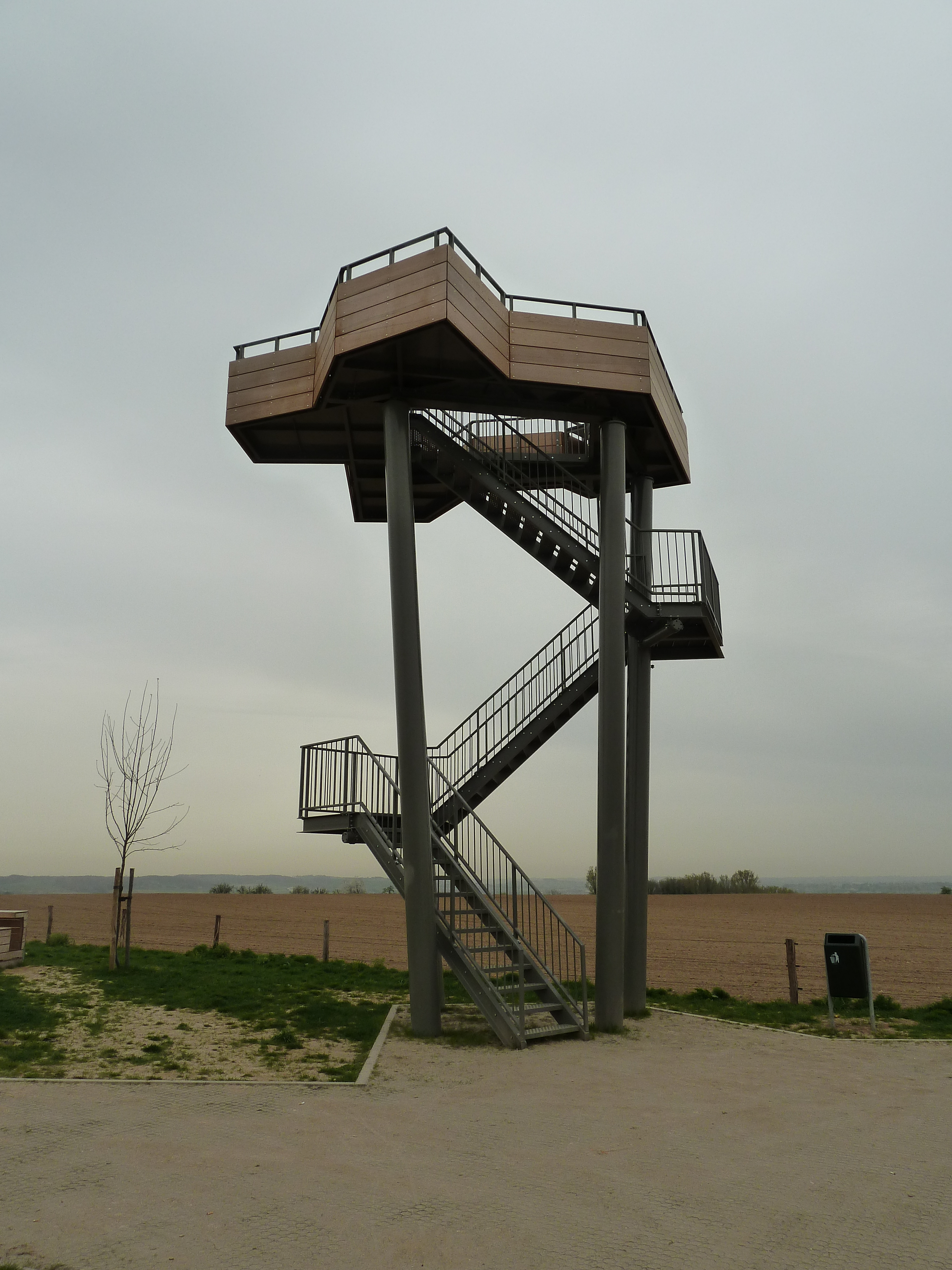
Uitzichttoren op het plateau, tussen Mesch en Moerslag

Het Plateau van Margraten is een onderdeel van de streek Mergelland en het Heuvelland in het zuiden van Nederlands Limburg. Het gebied is in gebruik als landbouwgebied en ligt gemiddeld op ongeveer 140 m hoogte. Aan de westzijde wordt het gebied begrensd door het ongeveer 100 m lager gelegen Maasdal, en in het zuiden door het Noordal, een van oost naar west aflopende vallei welke deels geen rivier bevat en waarin het dorp Noorbeek gelegen is. De steile overgangen naar deze dalen zijn bedekt met unieke hellingbossen, zoals het Savelsbos en het Eijsderbos. Verder naar het noorden is er, op de helling die afdaalt naar het Maasdal, onder meer het natuurreservaat de Bemelerberg te vinden, waar kalkgraslanden zijn. Bij Bemelen bevindt zich een hamsterreservaat, waarin de korenwolf huist.
De ondergrond bestaat uit kalksteen (lokaal mergel genoemd), dat bedekt is door vruchtbare lössgrond.

## Plateaus en dalen
Aan de overzijde van het Maasdal ligt het Plateau van Caestert, aan de overzijde van het Geuldal het Centraal Plateau in het noorden en het Plateau van Ubachsberg in het noordoosten en aan de overzijde van het Gulpdal het Plateau van Crapoel. Aan de noordzijde van het plateau snijdt het droogdal Gerendal diep in het plateau. Andere dalen, droogdalen en/of holle wegen die insnijden in het plateau zijn aan de noordzijde de Sibbergrubbe/Berggrub, Daalhemergrubbe met de Daalhemerweg, Heytgracht (westen van Polferbos bij Gasterij Koningswinkelhof), Houthemmerdel (Houthemmerdelweg), Vinkemerdel (Vinkemerdelweg), die van de Geulhemmerweg en Bronsdal. Aan de westzijde zijn dat de Sibbersloot (zuidoosten Bemelen), Koelbosgrub (noordoosten Bemelen), Dorregrubbe/Termaardergrub met Blankenberggrub (ten zuiden Cadier en Keer), Scheggelder Grub (oosten van Gronsveld), Schone Grub (oosten van Rijckholt) en de Herkenradergrub (zuidwesten Sint Geertruid), en in het zuidwesten de Horstergrub (Mheer) en het Noordal (Noorbeek). Aan de oostzijde liggen het Klingendal (noordwesten Billinghuizen), de Vosgrub (dal van Reijmerstok) en de Ingbergracht (bij Ingber). In het noordoosten de Beertsengrub (bij Beertsenhoven), Abelschegrub (bij Stokhem), Gronselergrub (bij de Gronselenput), Engwegengrub (bij Engwegen) en Kleingracht (omgeving Grachtstraat Schin op Geul).
De meest oostelijke uitloper van het plateau is de Dolsberg bij Gulpen. In het zuiden gaat het plateau via een heuvelrug over in het Plateau van Herve.

## Geologie
Het plateau wordt door meerdere breuken doorkruist, waaronder de Eckelradebreuk en de Klauwpijp.
Het gebied van het Plateau van Margraten kenmerkt zich door de aanwezigheid van kalksteen. Op de noordelijke helft van het plateau komt kalksteen van de Formatie van Maastricht dicht aan het oppervlak, terwijl dat op de zuidelijke helft de kalksteen van de Formatie van Gulpen betreft. Aan de noordwestelijke rand van het plateau kan er kalksteen van de Formatie van Houthem aangetroffen worden in het Geuldal, aan de noordoostelijke rand komt er in de hellingen Kunrader kalksteen uit de Formatie van Maastricht aan het oppervlak en in het zuidoosten is er op de plaatsen waar de beken diep ingesneden hebben in het kalksteen zand uit de Formatie van Vaals ontsloten.
Op het plateau bevindt zich een restant van een heuvelrug die liep van Hallembaye via Banholt naar Ubachsberg en verder. Het restant van deze heuvelrug is nog steeds in het landschap aanwezig als de hoogte van Banholterheide die het Eiland van Banholt wordt genoemd. Aanvankelijk vormde deze heuvelrug de noordrand van het dal van de Oostmaas totdat deze door de heuvelrug heenbrak en haar loop naar het westen verlegde als Westmaas. De Oostmaas en Westmaas hebben op het plateau en haar hellingen verschillende pakketten Maasgrind en -zand afgezet die behoren tot de Formatie van Beegden. De afzettingen zijn nog zichtbaar in de Groeve Banholtergrubbe, een geologisch monument. Tijdens de ijstijden werd er op het plateau een lösspakket afgezet uit het Laagpakket van Schimmert.

## Cultuurhistorie
Een van de oudste menselijke activiteiten gaat terug naar het 5e millennium v.Chr. toen men mijnbouw bedreef op de zuidwestrand van het plateau (hedendaagse Savelsbos) om daar vuursteen te winnen in de vuursteenmijntjes Schone Grub en de vuursteenmijnen van Rijckholt. Ook aan de noordrand van het plateau zijn er te Valkenburg vuursteenmijnen aan de Plenkertstraat en mijnen in het Biebosch gevonden.
Cultuurhistorisch is de streek bijzonder omdat de structuur van de nederzettingen, die in de middeleeuwen is ontstaan, goeddeels ongeschonden is gebleven. Er zijn vele boerderijen van het Zuid-Limburgse type, die in een carré om een binnenplaats zijn gebouwd. Een groot deel van de oudere gebouwen is uit mergel opgetrokken. Ook treft men er de typisch Zuid-Limburgse vakwerkhuizen aan. Het historische wegenpatroon is grotendeels intact gebleven: een net van landweggetjes, soms holle wegen, met wegkruizen op de plaatsen waar wegen samenkomen. Op het plateau bevindt zich ook de Van Tienhovenmolen te Bemelen, de enige uit mergelblokken opgetrokken windmolen van Nederland.
Andere betekenisvolle monumenten zijn de gangenstelsels die door de vroegere blokbrekers zijn uitgezaagd in de mergel, ten behoeve van mergelwinning voor onder andere de woningbouw.
Vanwege zijn landschappelijke waarde is het gebied opgenomen in het Nationaal Landschap Heuvelland.
Aan de rand van het plateau bevinden zich onder andere een zinkgat dat de Henkeput genoemd wordt, de Vuursteenmijnen van Rijckholt en het Huis De Beuk in het Savelsbos. In het droogdal Blankenberggrub, onderdeel van het droogdal Termaardergrub, ligt de Groeve Blankenberg. In de dalwand aan de noordkant van het plateau bevinden zich ook de vuursteenmijnen van Valkenburg.

## Toerisme en recreatie
Het plateau leent zich uitstekend voor wandelingen en fietstochten. Het streekpad met de naam 'Krijtlandpad', en het Pieterpad voeren erdoor. Verder zijn er vele lokale wandel- en fietsroutes uitgezet.

## Bedreigingen
- De intensivering van de landbouw vormt een bedreiging voor het bijzondere landschap van de streek. Percelen zijn in de loop der jaren steeds groter geworden, waardoor traditionele landschapselementen als hagen, huisweiden en waterpoelen grotendeels zijn verdwenen. Door het gebrek aan opvolgers worden boerderijen aan de landbouw onttrokken.

- In de jaren zeventig van de 20e eeuw was er enige tijd sprake van een plan om op het Plateau van Margraten een satellietstad van Maastricht te bouwen. Dit plan was ingegeven door overspannen groeiverwachtingen van Maastricht, maar tot een serieuze uitwerking is het nooit gekomen.

- Eveneens in de jaren zeventig bestonden er plannen om 400 ha van het gebied af te graven ten behoeve van mergelwinning voor de cement-industrie. Dit zou gebeuren door het Maastrichtse cementproducerende bedrijf ENCI. Door acties van bewoners en liefhebbers van landschap en cultuur werd deze bedreiging afgewend.

- Niettemin bleef een bedreiging bestaan: de firma Ankerpoort die in haar groeve 't Rooth mergel in dagbouw exploiteerde, was van plan haar groeve op het Plateau uit te breiden met 5,7 ha, met een optie om verder uit te breiden tot 17 ha. Hierdoor zouden de al sterk aangetaste buurtschap 't Rooth en het beschermde dorpsgezicht Gasthuis door een groeve van 50 m diep van elkaar gescheiden worden. Gevreesd werd dat dit een begin van verdere aantasting zou zijn. Om al deze bedreigingen af te wenden werd in het midden van de jaren 80 van de 20e eeuw een stichting van verontruste bewoners opgericht.